# Franciscanas Misioneras del Niño Jesús
La Congregación de Hermanas Franciscanas Misioneras del Niño Jesús (en latín: Congregatio Sororum Franciscalium a Puero Iesu) es una congregación religiosa católica femenina, de vida apostólica y de derecho pontificio, fundada a por la religiosa italiana Barbara Micarelli, en L'Aquila, en 1879. A las religiosas de este instituto se les conoce como Franciscanas Misioneras del Niño Jesús y posponen a sus nombres las siglas F.M.G.B..

## Historia
La religiosa italiana Barbara Micarelli, junto a su hermana Carmela y a su compañera Caterina Vicentini, en 1879, dio inicio en L'Aquila a una pequeña fraternidad de espiritualidad franciscana para la educación de las niñas y asistencia de las huérfanas, ancianos y enfermos. El 25 de diciembre de 1879 las primeras religiosas hicieron sus votos de manos del ministro general de la Orden de los Hermanos Menores (franciscanos), Bernardino de Portogruaro. Micarelli tomó el nombre de María Josefina del Niño Jesús.
El instituto fue aprobado como congregación de derecho diocesano el 1 de junio de 1850, por Augusto Antonino Vicentini, arzobispo de L'Aquila, con el nombre de Congregación de las Terciarias Franciscanas de Jesús Niño. Fue elevado a congregación pontificia, mediante decretum laudis del papa Pío X, del 10 de febrero de 1910.

## Organización
La Congregación de Hermanas Franciscanas Misioneras del Niño Jesús es un instituto religioso de derecho pontificio, internacional y centralizado, cuyo gobierno es ejercido por una superiora general. La sede central se encuentra en Roma (Italia).
Las franciscanas misioneras del Niño Jesús se dedican a la educación y formación cristiana de la niñez y de la juventud. En 2017, el instituto contaba con 589 religiosas y 85 comunidades presentes en Albania, Argentina, Bolivia, Camerún, Colombia, Estados Unidos, Filipinas, Francia, Italia, Paraguay y Perú.